# Copa América 2010 (showbol)
La Superliga Showbol 2010 será la I edición de la competición internacional Superliga Showbol. Esta versión del torneo no tendrá sede fija y se realizará el 30 de abril de 2010. A razón del bicentenario de varios países de América, también se le conoce como Copa Bicentenario 2010.
Se jugarán 20 partidos, 12 en primera ronda bajo el sistema de todos contra todos ida y vuelta, clasificando a 4 equipos a las semifinales. El torneo finalizará con dos partidos, para definir al campeón y al tercer puesto.

## Equipos participantes
En la misma participarán 8 selecciones nacionales, de las cuales, 5 son países sudamericanos, más tres seleccionados en calidad de invitados. Los tres equipos que recibieron la invitación fueron Estados Unidos, Guatemala y México.
| Equipos participantes | Equipos participantes | Equipos participantes | Equipos participantes |
| --------------------- | --------------------- | --------------------- | --------------------- |
| Argentina             | Brasil                | Chile                 | Colombia              |
| Estados Unidos        | Guatemala             | México                | Perú                  |

## Resultados

### Primera fase

#### Grupo A
| Equipo | Pts | PJ | PG | PE | PP | GF | GC | Dif |
| ------ | --- | -- | -- | -- | -- | -- | -- | --- |
| Brasil | 7   | 3  | 2  | 1  | 0  | 35 | 22 | 13  |
| Perú   | 2   | 2  | 0  | 2  | 0  | 21 | 21 | 0   |
| Chile  | 1   | 2  | 0  | 1  | 1  | 20 | 29 | -9  |
| México | 0   | 1  | 0  | 0  | 1  | 5  | 9  | -4  |

| 30 de abril de 2010 | Perú                                                                      | 12:12' | Chile                                                    | Coliseo Eduardo Dibós, Lima  |                              |
|                     | Cabanillas · Rivera · Jorge Soto · Olivares · José Soto · Carmona · Uribe |        | Rozental · Ponce · Zamorano · Ramírez · Vega · Mendoza · | Árbitro(s): Gilberto Hidalgo | Árbitro(s): Gilberto Hidalgo |

| 22 de mayo de 2010 | Brasil                                                                           | 17:8' | Chile                                | Gimnasio Poliesportivo “Fragoso” Piabeta, Río de Janeiro      |                                                               |
|                    | Djalminha · Paulo Sérgio · Edmundo · Paulo Rink · Viola · Emerson · André Cruz · |       | Zamorano · Rozental · Vega · Ramírez | Asistencia: 1500 espectadores Árbitro(s): Oscar Roberto Godói | Asistencia: 1500 espectadores Árbitro(s): Oscar Roberto Godói |

| 29 de mayo de 2010 | Brasil                                                  | 9:9' | Perú                                                   | Gimnasio Municipal Dr. Lauro Pozzi, Pirassununga              |                                                               |
|                    | Djalminha · Edmundo · Paulo Sérgio · Emerson · Valver · |      | Rivera · Cabanillas · Jorge Soto · Carmona · Carazas · | Asistencia: 5000 espectadores Árbitro(s): Oscar Roberto Godói | Asistencia: 5000 espectadores Árbitro(s): Oscar Roberto Godói |

| 24 de julio de 2010 | Brasil                                                | 9:5' | México                         | Gimnasio de Maracanãzinho, Río de Janeiro |                                 |
|                     | Edmundo · Romario · Djalminha · Paulo Rink · Andrei · |      | Begines · Romero · Rodríguez · | Árbitro(s): Oscar Roberto Godói           | Árbitro(s): Oscar Roberto Godói |

| 27 de agosto de 2011 | Perú | vs. | México |  |  |

|  | Chile | vs. | México |  |  |

#### Grupo B
| Equipo         | Pts | PJ | PG | PE | PP | GF | GC | Dif |
| -------------- | --- | -- | -- | -- | -- | -- | -- | --- |
| Colombia       | 7   | 3  | 2  | 1  | 0  | 31 | 27 | 4   |
| Argentina      | 4   | 2  | 1  | 1  | 0  | 24 | 19 | 5   |
| Estados Unidos | 0   | 1  | 0  | 0  | 1  | 6  | 9  | -3  |
| Guatemala      | 0   | 2  | 0  | 0  | 2  | 8  | 14 | -6  |

| 8 de mayo de 2010 | Guatemala                  | 3:8' | Argentina                            | Domo Polideportivo de la Zona 13, Guatemala |                          |
|                   | Cáceres · Valencia · Funes |      | Borrelli · Caniggia · Amato · Soñora | Árbitro(s): Miguel Lopez                    | Árbitro(s): Miguel Lopez |

| 15 de mayo de 2010 | Guatemala                | 5:6' | Colombia                   | Domo Polideportivo de la Zona 13, Guatemala |                          |
|                    | Funes · Ponciano · Espel |      | Asprilla · Osorio · Castro | Árbitro(s): Marvin Videz                    | Árbitro(s): Marvin Videz |

| 29 de mayo de 2010 | Argentina                                                     | 16:16' | Colombia                                                    | Estadio del Club Unión y Progreso, Tandil                    |                                                              |
|                    | Caniggia · Gancedo · Acosta · Manusovich · Autogol · Trotta · |        | Aristizabal · Osorio · Castro · Serna · Perez · Mackenzie · | Asistencia: 3000 espectadores Árbitro(s): Carlos Mastrángelo | Asistencia: 3000 espectadores Árbitro(s): Carlos Mastrángelo |

| 20 de agosto de 2010 | Colombia               | 9:6' | Estados Unidos                           | Coliseo Polideportivo Sur, Medellín                         |                                                             |
|                      | Aristizabal · Osorio · |      | Winalda · Dooley · Clavijo · Gutiérrez · | Asistencia: 6000 espectadores Árbitro(s): Juan Manuel Gómez | Asistencia: 6000 espectadores Árbitro(s): Juan Manuel Gómez |

|  | Estados Unidos | vs. | Argentina |  |  |

|  | Estados Unidos | vs. | Guatemala |  |  |

### Segunda fase
|  | Semifinales | Semifinales |  |  | Final        | Final |  |
|  |             |             |  |  |              |       |  |
|  |             |             |  |  |              |       |  |
|  |             |             |  |  |              |       |  |
|  | Brasil      |             |  |  |              |       |  |
|  |             |             |  |  |              |       |  |
|  |             |             |  |  |              |       |  |
|  |             |             |  |  |              |       |  |
|  |             |             |  |  |              |       |  |
|  |             |             |  |  |              |       |  |
|  |             |             |  |  |              |       |  |
|  |             |             |  |  |              |       |  |
|  |             |             |  |  | Tercer lugar |       |  |
|  |             |             |  |  |              |       |  |
|  | Colombia    |             |  |  |              |       |  |
|  |             |             |  |  |              |       |  |

#### Semifinales
|  |  | vs. |

|  |  | vs. |

#### Tercer lugar
|  |  | vs. |

#### Final
|  |  | vs. |

## Goleadores
| Jugador                 | Selección | Goles |
| ----------------------- | --------- | ----- |
| Víctor Hugo Aristizábal | Colombia  | 11    |
| Diego Osorio            | Colombia  | 11    |
| Claudio Caniggia        | Argentina | 10    |
| Edmundo                 | Brasil    | 9     |
| Djalminha               | Brasil    | 8     |